# ロドルフ・ブレスダン
ロドルフ・ブレスダン（Rodolphe Bresdin、1822年8月12日 - 1885年1月14日）は、フランスの版画家、イラストレーターである。フランス各地を遍歴し、幻想的な雰囲気の版画を制作した。フランスの象徴主義の画家、オディロン・ルドンを指導し、影響を与えたことでも知られている。姓の日本語音訳はブレダンともされる。

## 略歴
フランス、ブルターニュのモントルレのなめし革職人の息子に生まれた。17歳の時にパリに出て、版画家として働き、アルブレヒト・デューラーやレンブラント・ファン・レインといった巨匠の作品の複製版画の制作の仕事を始め、ペンで描くリトグラフ版画の技術を習得した、
1848年のフランス革命の後、パリを離れフランス中部のチュールに移り、1853年からはフランス南部のトゥールーズで暮らした。詩人のシャルル・ボードレールと知り合い、1861年にパリの文筆家のテオフィル・ゴーティエに紹介され、雑誌「Revue fantaisiste」の挿絵の注文を受け、後にこの雑誌に雇われた。1863年ころにはボルドーで暮らし、ここで20歳前半のオディロン・ルドン（1840-1916）と知り合い、少なくとも1864年から1866年の間はルドンを指導し、影響を与えた。ボルドーで何年か同棲していた女性と結婚し、何人かの子供が生まれた。
1871年にカナダの銀行の紙幣デザインのコンクールで優勝し、1873年からカナダのモントリオールで活動したが、画家としての成功は得られず、1876年にヴィクトル・ユーゴーに援助を受けてフランスに帰国した。その後も貧しい生活が続き、画家以外の仕事で生活費を稼がなければならなかった。
1885年にセーヴルで亡くなった。

## 作品

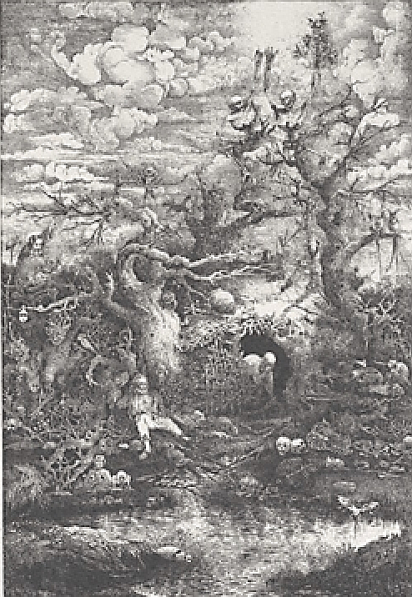
死の喜劇 (1854)
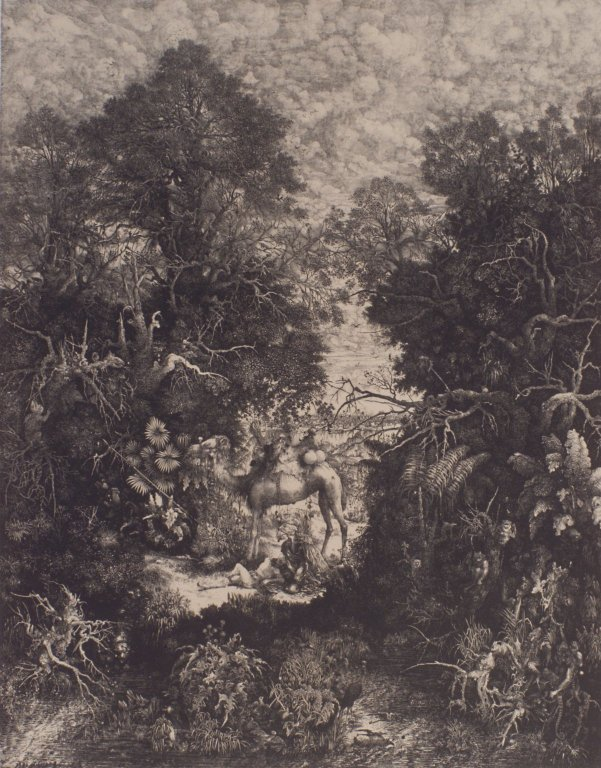
善きサマリア人 (1861)
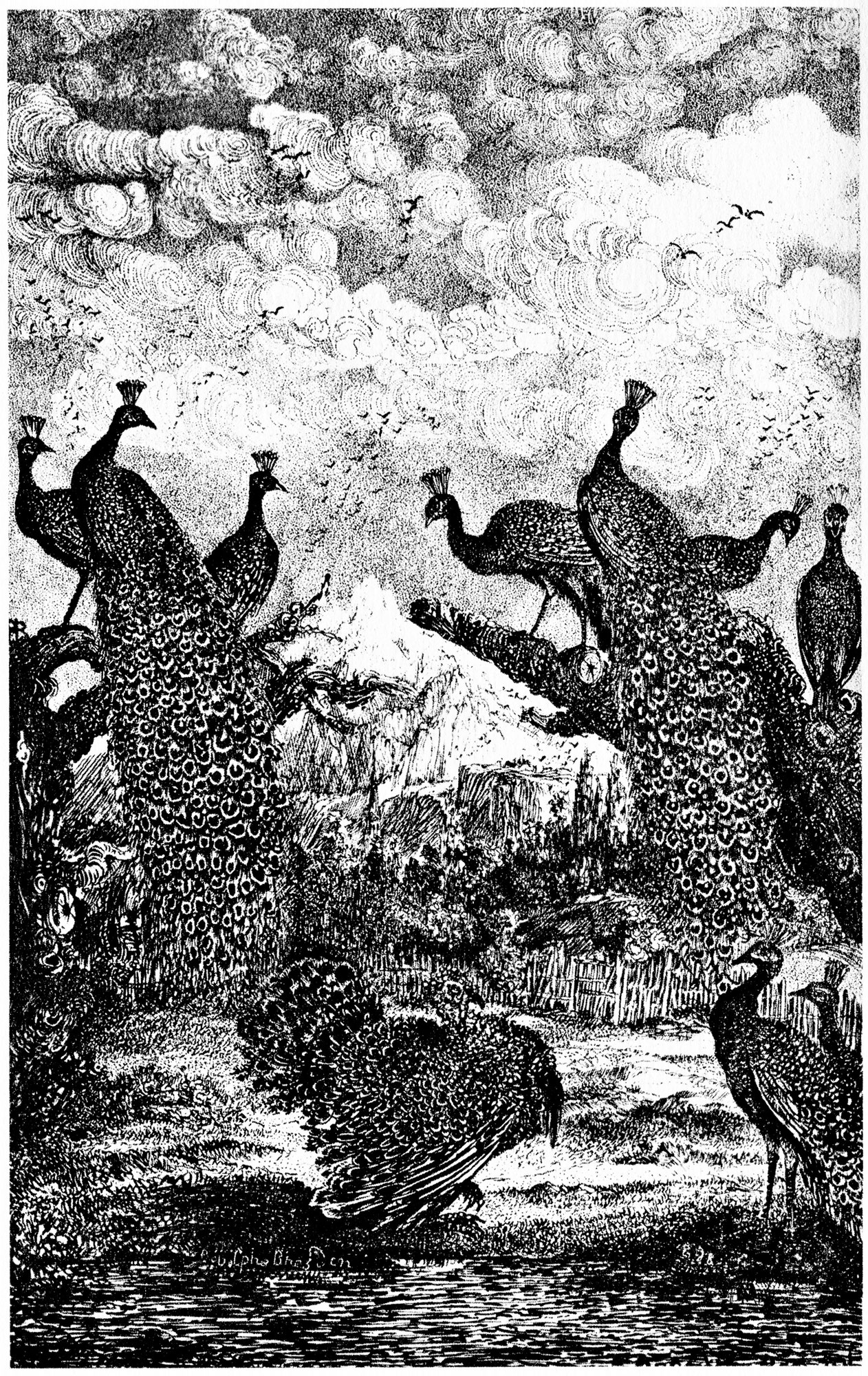
インドの雄鶏と孔雀(1868)
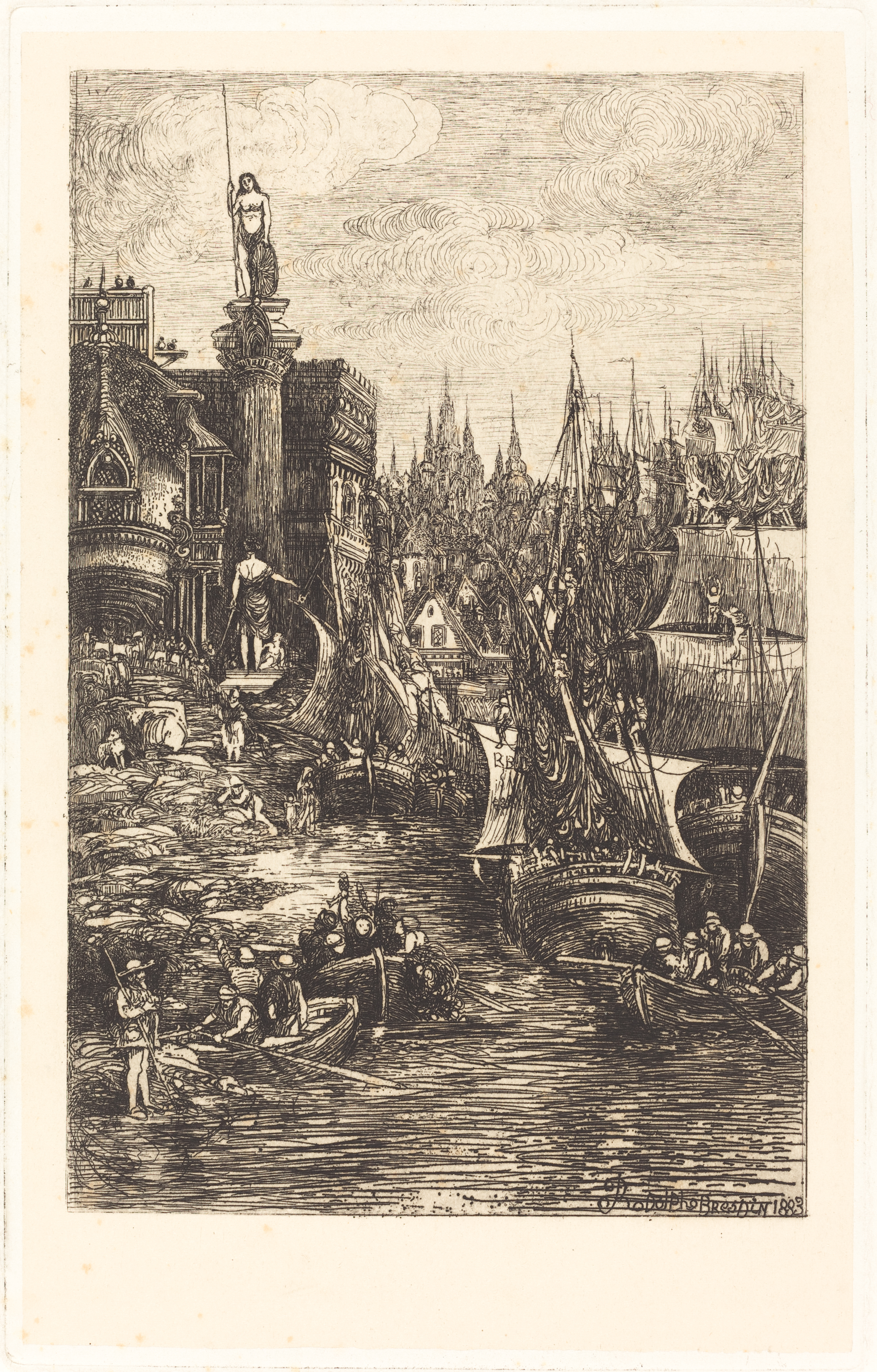
我が夢 (1884)